# 러시아의 정치

러시아의 국장

러시아의 정치는 러시아 연방 이원집정부제 공화제를 기본으로 한다. 러시아의 헌법에 의하면, 러시아의 대통령이 러시아의 최고 국가원수이며, 총리가 이끄는 두마(의회)에는 다당제가 보장된다. 총리는 의회의 허락을 받아 대통령의 추천으로 임명되며, 입법권은 러시아 상원과 하원에 나뉘어 있다. 하지만 대통령의 권한이 워낙 강력하기에, 이와 같은 입법권이 점차 약화되고 있는 추세이다.
소비에트 연방이 1991년에 붕괴된 이후, 러시아는 70년 동안의 공산주의식 정치 체제에서 탈피하기 위하여 크게 애써야만 했다. 예를 들어 입법부와 행정부의 수반들이 국가 정책 방향과 권력 분배 방식에 대하여 심각한 의견 차이를 드러냈고, 1993년 9월과 10월에 이 갈등이 최고조에 이르러 보리스 옐친 대통령이 의회를 해산하기 위하여 군대를 동원하는 지경까지 이르렀다. 이 사건으로 인해 러시아의 첫 헌정 통치 기간이 끝났고, 이후 새로운 헌법이 제정되어 대통령에게 유례없을 정도로 강력한 권한을 부여하게 되었다. 이 헌법은 1993년에 새롭게 구성된 의회에서 통과되었다.
이후 새로운 헌법과 다양한 이념을 가진 정당을 확보한 러시아의 정치는 점차 안정기를 맞게 된다. 1990년대 중반, 러시아의 지방 자치 단체들이 점차 경제력과 행정력을 확보하게 되며, 러시아의 중앙집권식 정치 구조가 무너지기 시작하였다. 행정부와 입법부 사이의 갈등이 새 헌법의 제정으로 일부 약화되기는 하였으나, 두 세력은 여전히 극명한 대립을 보이며 러시아의 정치를 혼란스럽게 하였다. 거의 대부분의 경우, 행정부는 개혁파들로 이루어졌고, 의회의 하원에 해당하는 러시아 두마는 공산주의자들과 국가주의자들이 장악한 상태였다.

## 헌법과 국가 구조
1992년과 1993년에 걸쳐, 보리스 옐친 대통령은 1978년에 제정된 소련 헌법에 기반한 러시아의 헌법이 지나치게 경직적이고 자체 모순적이라고 비판하였으며, 러시아가 대통령에게 더 큰 권한을 부여하는 헌법을 제정할 필요가 있다고 주장하였다. 이후 행정부는 헌법 초안을 작성하여 의회에 제출하였고, 입법부는 이 새 초안을 지지하는 세력과 지지하지 않는 세력으로 나뉘어 다투었다. 이후 의회는 비타협파가 승기를 잡았고, 옐친의 새 초안을 거부하였다. 이는 결국 옐친 대통령이 군대를 이용하여 의회를 해산하는 계기가 되었고, 대통령 권한을 사용하여 새로운 제헌 국회를 만들게 하였다. 정부는 헌법 초안을 신속하게 새 안건으로 부쳤고, 1993년 12월에 국민 투표를 시행하여 새 헌법에 대한 투표를 실시하였다. 이 선거에서 58.4%가 새 헌법을 지지하여 이 헌법이 새롭게 러시아의 헌법이 된 것이다.
1993년에 새롭게 제정된 이 헌법은 러시아를 연방으로 규정하며, 민주주의, 연방주의, 법치주의에 기반한 국가임을 명시하고 있다. 국가 권력은 입법부, 행정부 및 사법부로 나뉘며, 이념과 종교의 자유가 허용되며 국교나 국가적인 이념을 만드는 것을 허가하지 않았다. 하지만 정부가 '극단주의자'라고 분류한 단체들을 강제적으로 무력 진압하는 경우가 점점 많아지며, 이 권리들이 위협받고 있는 것이 현실이다. 또한 다당제에 대한 권리가 보장되며, 법률의 내용은 발효되기 전에 국민들의 승인을 받아야 하고, 국제법과 조약들에 부합하는 것들이여야만 한다. 또한 러시아어가 공식적 국어로 지정되었다.

## 행정부
1993년에 제정된 헌법은 대통령과 총리로 구성된 행정부를 만들었으며, 이 두 명 중 특히 대통령을 핵심 권력자로 만들었다. 이 강력한 대통령 권한은 프랑스의 드골 헌법을 모방한 것으로, 수많은 특권들을 명시하고 있다. 하지만 보리스 옐친 대통령은 이에 더해 더 많은 특권들을 누리곤 하였다.

### 대통령 권한
러시아 대통령은 러시아의 국내 및 대외 정책의 기본 방향을 결정하며, 국내외에서 러시아를 대표하는 존재이다. 대통령은 입법부와의 협의를 통해 러시아 대사를 임명하고 해임하며, 외국 대사들의 신임장을 발급하며, 국제 회담을 수행하며 국제 조약에 서명할 권리가 있다. 특히 옐친 대통령은 특별 규정에 따라 1996년 6월에 종료되도록 규정된 임기를 마치고 새 헌법의 대통령 권한을 행사하여 재집권할 수 있었지만, 그를 포기하고 합법적인 절차를 따라 선출되었다.
1996년 대통령 선거 운동에서 일부 후보자들은 대통령직을 철폐할 것을 주장하며, 그 막강한 권한이 독재자와 다를 바가 없다고 비판했다. 하지만 당시 옐친 대통령은 러시아가 "수직적 권력 구조와 강한 지도력"을 원하고 내각 정부제는 행동하기보다는 무의미한 대화나 매일 하게 될 것이라고 주장하면서 강력한 대통령 권한에 대하여 옹호하였다. 새로운 헌법에 규정된 몇몇 권한으로 대통령이 입법부보다 우월한 위치에 있게 되었다. 대통령은 사법적 검토 없이 법의 힘을 가진 법령과 지시를 내릴수있는 광범위한 권한을 가지고 있지만, 헌법에 따르면 그 문서나 다른 법률을 위반해서는 안된다. 특정 조건에서, 두마의 하원 의회는 소비에트의 상원 의회를 대통령은 국민 투표 일정(이전에 국회에 배정 된 권력)을 정하고 주법에 초안을 제출하고 연방법을 공포 하라는 특권을 가지고 있다.
러시아의 국가 구성은 20개 자치공화국과 7개 자치주 및 10개 자치관구로 구성된다. 행정은 6개 지방(크라이)과 49개 주(오블라스티)로 나뉜다. 헌법상 러시아의 대통령은 국정전반에 걸쳐 강력하고 포괄적인 권한을 부여받고 있다. 1993년 12월 12일 국민투표를 통해 공식 채택된 신(新)헌법은 프랑스의 드골 헌법을 모방하여 대통령의 권한을 대폭 강화하고 구 소련 시절 무소불위의 막강한 권력을 지녔던 의회의 활동영역을 크게 제한하고 있다. 즉 새헌법은 하원인 두마에 입법권과 예산심의권·조약체결권 등을 부여하고 있으나 상원인 연방회의의 승인을 반드시 거치도록 규정하였다. 또 대통령이 법률안 거부권을 행사할 경우 3분의 2이상의 찬성이 있을 때만 이를 뒤집을 수 있도록 하고 있다. 이에 반해 대통령은 총선거 실시권은 물론 국회해산권도 갖게 되어 있으며 의회의 대통령에 대한 견제는 거의 불가능해져 탄핵의 경우에 하원의원의 재적 3분의 2의 찬성으로 이를 확정하도록 하고 있다. 옐친 대통령은 1991년 11월 러시아 최고회의가 부여한 비상대권을 1년간 유지하면서 지속적인 시장경제 정책을 추구했으나 성과를 거두지 못하고 경제가 악화됐다. 이를 계기로 옐친은 보수파의 온상인 최고회의와 인민대표회의의 심한 견제를 받기 시작했다. 이후 옐친은 사사건건 인민대표회의와 최고회의의 견제를 받자 3권 분립을 명확히 하고 대통령의 권한을 강화하기 위해 1993년 10월 의회를 해산했다. 이 과정에서 자체무장력을 갖추고 있던 의회보수파는 무력저항을 했으나 옐친은 군대를 동원해 진압했다. 동 12월에 실시된 의회 재선거에서는 보수파의 의석이 크게 줄어 옐친은 보수파를 제압했으나 많은 의석 확보에는 실패하여 블라디미르 지리노프스키가 이끄는 극우파와 공산당이 득세했다. 옐친 대통령과 인민대표회의간의 개혁정책 갈등은 1994년 10월 실시된 국민투표에서 58.5%의 찬성으로 국민들로부터 정당성을 인정받았다. 러시아 내에는 일당체제인 공산당 체제가 무너진 후 많은 정당들이 생겨났는데, 신헌법에 따라 1993년 12월 실시된 총선결과 러시아 하원 국가 두마선거에서는 친옐친계 예고르가이다르의 러시아의 선택당이 전체 450석 중 96석을 차지하여 최대 정당이 됐다. 그리고 극우파인 블라디미르 지리노프스키의 자유민주당이 70석, 공산당이 65석, 농민당 47석, 야블린스키연합 33석, 러시아 여성 25석, 러시아 민주당 21석, 시민동맹 18석, 민주개혁운동 8석, 존엄과 자선 3석, 러시아의 미래 1석, 기타 무소속이 30석을 차지했다. 러시아 선택당은 1994년 6월 당명을 러시아 민주선택당으로 바꿨다. 1996년 7월 3일에서 옐친은 53.8%를 득표해 승리하였다. 보리스 옐친 대통령은 대선 후 건강악화로 1996년 11월 5일 심장수술을 받고 체르노미르딘 총리에게 전권을 일시 이양하였다. 그는 12월 23일 크렘린궁에 복귀해 리펑 중국 총리, 헬무트 콜 독일 총리 등과 회담하였는데 한편 러시아 하원은 1997년 1월말 옐친 대통령에 대한 탄핵을 시도했으나 부결처리되었다. 1997년 1월 교사 50만명이 체불입금지급을 요구하는 시위를 벌였고 3월 27일 러시아 전역에서 노동자 총파업에 200만명이 참가했다. 1999년 12월 31일 옐친 대통령이 조기 사임하였고, 2000년 5월 블라디미르 푸틴 총리가 대통령에 취임했다.

## 같이 보기
- 러시아의 대외 관계
- 러시아의 경제